# Klaus Eschen
Klaus Eschen   (Berlín, 6 de setembre de 1939 - 30 de maig de 2025) va ser un jurista i fotoperiodista alemany.

## Trajectòria
Fill del destacat fotoperiodista berlinès Fritz Eschen, va viure de petit com el seu pare jueu va ser perseguit per les autoritats del Tercer Reich i obligat a fer treballs forçats. L'any 1943, el pare, que ja havia estat detingut, va escapar per poc de la deportació després que la mare, l'estatunidenca no jueva Gertrude «Lipsy» Thumm, participés en una manifestació de protesta a Rosenstrasse, davant la seu de la Gestapo. Aquell mateix any, va ser evacuat, juntament amb la seva mare i el seu germà Thomas, primer a Prússia Oriental i després als Sudets. En aquest darrer destí, el 1944, Thomas va morir amb 9 anys després que un hospital li negués el tractament de cura d'una apendicitis per ser «mig jueu».
Quan va finalitzar la guerra, va donar suport al seu pare per reprendre la seva trajectòria fotogràfica i, inicialment, també va treballar com a fotoperiodista. Aquesta tasca es va mantenir fins que, després de finalitzar la formació jurídica el 1967, va treballar com a advocat a Berlín. El 1969, juntament amb Horst Mahler i Hans-Christian Ströbele, va fundar el Col·lectiu d'Advocats Socialistes (Sozialistische Anwaltskollektiv), un despatx d'advocats que va guanyar notorietat per la defensa dels membres de la Fracció de l'Exèrcit Roig (RAF). El 1979, després de la dissolució del despatx d'advocats, va continuar treballant com a lletrat a la mateixa ciutat i va ser membre fundador de l'Associació d'Advocats Republicans (RAV), on va treballar juntament amb Werner Holtfort, Rupert von Plottnitz, Otto Schily i Gerhard Schröder. Dins de l'entitat va exercir la presidència fins al 1991. Entre 1992 i 2000 va ocupar el càrrec de jutge del Tribunal Constitucional Estatal de Berlín. Així mateix, entre 1993 i 1999 també va treballar de notari a Brandenburg. El 2002, va deixar la militància del Partit Socialdemòcrata d'Alemanya (SPD) després de 20 anys perquè no se li va permetre la convocatòria d'elecció directa del candidat dels Verds Hans-Christian Ströbele. El 2009, quan va complir 70 anys, se li va revocar la llicència d'advocat i des d'aleshores s'ha dedicat cada cop més a la fotografia.

## Obres
- Berlin, Fotografien 1960–1970. Jovis, 2001, ISBN 3931321657 (amb Christiane Landgrebe)
- Gesetzliches Unrecht in der Zeit des Nationalsozialismus, Baden-Baden: Nomos Verlag, 1997.
- „Linke“ Anwaltschaft von der APO bis heute, Colònia: Presseverlag Theurer, 1988.
- Wie man gegen Polizei und Justiz die Nerven behält, Berlín: Rotbuch-Verlag, 1973.